# Catherine Kellner
Catherine Kellner (Manhattan, 2 ottobre 1970) è un'attrice statunitense.
Figlia di una psicologa e di un giocatore di squash frequenta il Graduate Acting Program della New York University presso la Tisch School of the Arts, diplomandosi nel 1995.
Attualmente risiede a New York City ed è sposata con Reuben Avery, fotografo e programmatore, e ha un figlio Ewen Joseph Avery.

## Filmografia parziale

### Cinema
- 6 gradi di separazione (Six Degrees of Separation), regia di Fred Schepisi (1993)
- Scalciando e strillando (Kicking and Screaming), regia di Noah Baumbach (1995)
- Libertà vigilata (No Way Home), regia di Buddy Giovinazzo (1996)
- Rosewood, regia di John Singleton (1997)
- Restless, regia di Jule Gilfillan (1998)
- 200 Cigarettes, regia di Risa Bramon Garcia (1999)
- 30 Days, regia di Aaron Harnick (1999)
- Tully, regia di Hilary Birmingham (2000)
- Shaft, regia di John Singleton (2000)
- Il mistero dell'acqua (The Weight of Water), regia di Kathryn Bigelow (2000)
- Pearl Harbor, regia di Michael Bay (2001)

### Televisione
- High Incident – serie TV, 11 episodi (1996)